# Luo Shu
Luo Shu (xinès simplificat: 罗淑) (Chengdu 1903 - 1938) Traductora i escriptora xinesa.

## Biografia
Luo Shu, de nom real Luo Shimi (罗世弥), va néixer el 19 de desembre de 1903 a Chengdu, Jianyang, província de Sichuan a la Xina.De petita va estudiar amb els seus germans a casa, després es va vestir de nen per anar a l'escola amb ells. En plena revolució l’any 1912 la família es va traslladar al nord del comtat de Jianyang, a Laomawan on el seu pare i altres veïns  van crear una escola privada per educar els seus fills. Malgrat que la família va entrar en un etapa de decadència econòmica el 1921 va poder entrar a l’escola de noies de Jianyang i desprès el 1923 a l'Escola Normal de Chengdu.
El setembre de 1929, ella i el professor i traductor Ma Zongrong, el seu futur marit, mitjançant un programa d'estudis i treball van anar a Lió, França. El 1930, va ingressar a la Universitat de Lió per estudiar magisteri. Després d'acabar els seus estudis el 1933, va tornar a la Xina i va ensenyar educació rural a l'Acadèmia Lida de Nanxiang, un suburbi de Shanghai, i alhora va exercir com a directora d'una l'escola. A la tardor de 1936, Luo Shu va deixar Shanghai amb el seu marit, i els dos van fer de professors a la Universitat de Guangxi, però, després de la invasió japonesa el 1937, van tornar a Sichuan.
Va morir per les complicacions post-part el 27 de febrer de 1938 un dies desprès de donar a llum el seu fill (9 de febrer). Va ser enterrada al cementiri de la família de Ma Zongrong a Shawan, Laoximenwai, Chengdu.

#### Carrera literària
L'any 1936, Luo Shimi, va escriure signat com Luo Shu, el seu primer conte, "Born to be Someone's Wife" 生人妻), i el va enviar al seu amic l'escriptor Ba Jin, que immediatament va reconèixer el seu talent i el va fer arribar a l'editor en cap del "Wen Ji Monthly" (文学月刊), que el va publicar al número d'abril de la revista. La publicació de la novel·la, va cridar l'atenció del món literari i dels lectors. A partir d'aleshores, va continuar escrivint amb el pseudònim de "Luo Shu", i va escriure més novel·les fins a la seva prematura mort el 1938.
Després de la mort de Luo, Ba Jin va recopilar acuradament les obres creades per ella, i va editar i publicar diverses col·leccions amb el recull de contes com "Birth Wife" i "A Corner on the Ground" i la col·lecció d'assajos i novel·les "Yu' erao"

##### Estil
La majoria de les obres de Luo son de temàtica rural. Representa els costums, i la vida social de la seva ciutat natal Jianyang a la província de Sichuan, principalment descrivint els destins i les difícils condicions de vida de les dones rurals; les seves històries estan directament inspirades en les seves observacions dels camperols que treballaven a les mines de sal del seu pare. Però també reflecteixen la influència del seu coneixement de la literatura francesa i xinesa. Els seus contes escrits en un mode realista van ser molt apreciats pels intel·lectuals d'esquerres dels anys 30.
Durant la segona guerra sino-japonesa va publicar diversos articles anti-japonesos al suplement del Chenfdu West China Daily.

#### Traductora
Ha traduït autors russos com Nikolai Txernixevski i Aleksandr Puixkin, i francesos com Jacques Rémy i Romain Rolland.

## Obres destacades
| Any  | Títol xinès | Traducció a l'anglès                 |
| ---- | ----------- | ------------------------------------ |
| 1936 | 生人妻      | The Wife o Born to be Someone's Wife |
| 1941 | 小说集      | Sedan Bearer                         |
|      | 橘子        | Tangerines                           |
|      | 刘嫂        | Aunt Liu                             |
|      | 井工        | Well worker                          |